# Harold Bloom
Harold Bloom (ur. 11 lipca 1930 w Nowym Jorku, zm. 14 października 2019 w New Haven) – amerykański krytyk literacki i kulturalny.

## Życie i działalność
Syn Williama i Pauli Bloomów, wychował się w rodzinie i środowisku wschodnioeuropejskich imigrantów: Żydów, Polaków i Rosjan. Mieszkał na południowym Bronksie przy 1410 Grand Concourse. Jego pierwszym językiem był jidysz; zanim poznał angielski, czytał literaturę hebrajską i w jidysz.
Po raz pierwszy zetknął się z poezją w języku angielskim w lokalnej bibliotece Fordhama; w wieku 10 lat poznał tom White Buildings Harta Crane’a. Wtedy to z pomocą Oxford English Dictionary wszedł w świat poezji, która „pochłonęła go dogłębnie”.
W 1947 uzyskał stypendium i rozpoczął naukę na Uniwersytecie Cornella, gdzie jego mentorem był Meyer Howard Abrams, słynny znawca romantyzmu i krytyk. W 1952 uzyskał tytuł B.A. (licencjat) i na przełomie 1953/1954 przebywał w Pembroke College na Uniwersytecie w Cambridge. Następnie wstąpił na Uniwersytet Yale, by odbyć studia podyplomowe. W 1956 uzyskał tam stopień Ph.D. (doktorat), po czym rozpoczął karierę akademicką i został wykładowcą na tej uczelni.
W 1959 poślubił Jeanne Gould. Mają dwóch synów: Daniela Jacoba i Davida Mosesa.

## Publikacje
Zasłynął jako specjalista w dziedzinie angielskiej literatury romantycznej, ale dał się poznać także jako zaskakujący i dalece nieortodoksyjny komentator tradycji żydowskiej. Jest twórcą pojęcia „lęku przed wpływem”, opisującego mechanizm psychologiczny wymuszający na artyście oryginalność i stawiający go w konflikcie z wielkimi prekursorami. Opracował i wydał „The Western Canon. The Books and School of the Ages”. Zebrał w nim te prace i autorów, którzy na przestrzeni wieków stanowią kulturalny fundament tego, co określa się cywilizacją zachodnią. W Załączniku (Appendix D) o Erze Chaotycznej, wymienia 6 polskich autorów: Brunona Schulza, Czesława Miłosza, Witolda Gombrowicza, Stanisława Lema, Zbigniewa Herberta i Adama Zagajewskiego. Wydanie monumentalnego Canonu, to bodaj największe osiągnięcie naukowe Blooma. Wydanie tej pracy spotkało się z bardzo ożywioną i miejscami gorącą dyskusją w kręgach akademickich i literackich Stanów Zjednoczonych i poza nimi.

### Koncepcjalęku przed wpływem
Harold Bloom w pracy Lęk przed wpływem ujmuje wpływ literacki jako pojęcie niejasne, wychodząc jednocześnie z założenia, że poeci usiłują uniknąć wpływów poprzedników, choć równocześnie czerpią z nich inspirację. Aby odciąć się od swoich poprzedników poeci, zdaniem Blooma, wykonują następujące zabiegi:
- clinamen – poetycka błędna interpretacja. Poeta próbuje odsunąć się od prekursora w taki sposób, aby czytając jego wiersze dokonać świadomie złej interpretacji.
- tessera – proces „dopełnienia”. Poeta czyta wiersze prekursora w taki sposób, aby przypisać jego terminom nowy sens.
- kenosis – następuje wtedy, gdy poeta zupełnie zrywa ciągłość myśli, która łączyła go z prekursorem
- demonizacja – pojawia się, kiedy poeta tworzy wiersz mający na celu zatarcie oryginalności wiersza macierzystego
- askesis – zabiegi poetyckie mające na celu pomniejszenie bogactwa twórczości prekursora
- apophrades – moment w końcowej twórczości poety kiedy to otwiera się ponownie na prekursora. Wydaje się wtedy paradoksalnie, że to poeta tworzył swego prekursora.

## Wybrane prace
Jego najważniejsze książki poświęcone literaturze i religii to:
- The Anxiety of Influence (1973)
- A Map of Misreading (1975)
- Kabbalah and Criticism (1976)
- The American Religion (1992)
- The Western Canon: The Books and School of the Ages (1994)

## Tłumaczenia prac na polski
- Lęk przed wpływem. Teoria poezji, tł. Agata Bielik-Robson, Marcin Szuster; Kraków 2002, Towarzystwo Autorów i Wydawców Prac Naukowych „Universitas”, s. 245, seria Horyzonty Nowoczesności, ISBN 83-7052-581-4 (Anxiety of influence)
- Literatura na Świecie poświęciła mu monograficzny numer (9-10/2003)
- Księga J, tł. Bogdan Baran, Warszawa 2018
- Zachodni kanon. Książki i szkoła wieków, przeł. B. Baran i M. Szczubiałka, Warszawa 2019.
- Jak czytać i po co, przeł. A. Kunicka, Warszawa 2019.